# Aulus Manli Torquat (pretor 70 aC)
Aulus Manli Torquat (llatí: Aulus Manlius Torquatus) va ser un magistrat romà que va viure al segle i aC. Formava part de la gens Mànlia i era de la família dels Manli Torquat.
Va ser pretor i després propretor a Àfrica l'any 70 aC, on Gneu Planci, a qui Ciceró va defensar, va servir sota el seu comandament.